# Hebdogiciel
Hebdogiciel war eine französische Computerzeitschrift, die von Oktober 1983 bis Januar 1987 in 168 Ausgaben herausgegeben wurde.
Sie wurde im Zeitungsformat gedruckt und konzentrierte sich auf 8- und 16-bit-Heimcomputer dieser Zeit, wie etwa den Commodore 64, ZX80, TI-99/4A, und andere. 
In Frankreich kostete sie zu Anfang 8, später 10 FRF, in der BRD 3,50 DM.
Jede Ausgabe war eine Sammlung von sowohl Neuigkeiten von Computer- und Softwaretests, die satirisch aufbereitet waren, und Quellcode, der vom Leser eigenständig eingegeben werden musste. Lange Zeit finanzierte sich die Zeitschrift ausschließlich durch ihre Verkaufseinnahmen, da Werbung abgelehnt wurde.